# Christine Chubbuck
Christine Chubbuck (East Cleveland, 24 de agosto de 1944 – Sarasota, 15 de julho de 1974) foi uma jornalista norte-americana que trabalhou para a WTOG e WXLT-TV no estado da Flórida. Ela cometeu suicídio aos 29 anos, atirando contra a própria cabeça durante uma transmissão de televisão ao vivo em seu programa diário, que tratava de assuntos da comunidade.

## Vida pregressa
Christine Chubbuck nasceu em East Cleveland, Ohio, filha de George Fairbank Chubbuck e Margaretha Augusta "Peg" (nascida Davis). Ela tinha dois irmãos, Greg e Tim. Chubbuck frequentou a Laurel School for Girls em Shaker Heights, um subúrbio de Cleveland. Durante seus anos em Laurel, ela, brincando, formou um "Dateless Wonder Club" com outras garotas "rejeitadas" que não tinham encontros nas noites de sábado. Chubbuck frequentou a Universidade de Miami em Oxford, Ohio, por um ano, com especialização em artes cênicas, depois frequentou o Endicott College em Beverly,Massachusetts, antes de se formar em radiodifusão na Universidade de Boston em 1965.
De acordo com o irmão de Christine Chubbuck, Greg, ela começou a namorar um homem na casa dos 30 anos quando tinha 21, mas seu pai não aprovou o relacionamento e ela nunca mais namorou outro homem desde então.

## Carreira

### Trabalho Inicial
Chubbuck trabalhou para a WVIZ em Cleveland entre 1966 e 1967, e participou de um workshop de verão em rádio e televisão na Universidade de Nova Iorque em 1967. Naquele mesmo ano, ela trabalhou em Canton, Ohio, e, por três meses, na WQED-TV em Pittsburgh, Pensilvânia, como produtora assistente de dois programas locais, Women's World e Keys to the City. Em 1968, Chubbuck deixou a WQED para passar quatro anos como operadora de computador em um hospital e dois anos em uma empresa de televisão a cabo em Sarasota, Flórida. Imediatamente antes de ingressar na afiliada da ABC, WXLT-TV (agora WWSB ), ela trabalhou no departamento de tráfego da WTOG em São Petersburgo (Flórida).
Vários anos antes de sua morte, Chubbuck havia se mudado para a casa de veraneio de sua família em Siesta Key. Sally Quin, do The Washington Post, relatou mais tarde que havia pintado o quarto e a cama com dossel para parecerem os de uma adolescente. Depois que os pais de Chubbuck se divorciaram, sua mãe Peg e seu irmão mais novo Greg foram morar na casa na Flórida. Quando Greg foi embora, seu irmão mais velho Tim se mudou. Chubbuck tinha um relacionamento próximo com sua família, descrevendo sua mãe e Greg como seus amigos mais próximos.

### WXLT-TV
O proprietário da WXLT, Bob Nelson, contratou Chubbuck como repórter, mas depois lhe deu um talk show sobre assuntos comunitários, o Suncoast Digest, que ia ao ar às 9h. O gerente de produção, Gordon J. Acker, descreveu o novo programa da Chubbuck a um jornal local: "Ele apresentará pessoas e atividades locais. Dará atenção, por exemplo, às organizações de fachada que se preocupam com alcoólatras, usuários de drogas e outros segmentos 'perdidos' da comunidade. A página cinco do artigo mostrava uma Chubbuck sorridente posando com uma câmera da WXLT.
Chubbuck levou sua posição a sério, convidando autoridades locais de Sarasota e Bradenton para discutir assuntos de interesse da crescente comunidade litorânea. Após sua morte, o Sarasota Herald-Tribune relatou que ela havia sido indicada para um Prêmio de Reconhecimento de Silvicultura e Conservação pelo escritório distrital de Bradenton da Divisão Florestal da Flórida. Chubbuck foi considerada uma "forte candidata" pelo guarda florestal distrital Mike Keel. Ele havia sido programado para aparecer como convidado no programa de Chubbuck na manhã de seu suicídio, mas cancelou por causa do nascimento de seu filho.  Ocasionalmente, Chubbuck incorporou fantoches caseiros que ela usava para entreter crianças com deficiência intelectual durante seu trabalho voluntário no Sarasota Memorial Hospital.

## Preparação e suicídio público
Três semanas antes de seu suicídio, Christine Chubbuck perguntou ao editor-chefe se ela poderia transmitir "Algo sobre suicídio". Depois de concordar alegremente, Chubbuck marcou uma consulta com um especialista em suicídio da polícia local. Na pesquisa, o policial disse que um dos métodos mais eficazes de suicídio era o uso de um revolver .38. Além disso, não se deve apontar a arma contra a têmpora, mas contra a parte inferior da nuca. Este é exatamente o procedimento que ela usou em seu ato. Uma semana antes de seu suicídio, ela disse a um funcionário que havia obtido uma arma e brincou sobre se matar na frente das câmeras. Dois dias antes, ela conversou com o irmão mais novo e anunciou seu plano, mas não pela primeira vez.
Em 15 de julho de 1974 às 9h38, 8 minutos após seu programa Suncoast Digest começar a transmitir na WXLT-TV, Christine Chubbuck sacou seu revólver .38 e deu um tiro na cabeça. É o primeiro caso conhecido em que uma pessoa se suicidou ao vivo na frente das câmeras. Ela morreu no hospital 14 horas depois.
Quando surgiram problemas técnicos e a transmissão foi atrasada, a jornalista sorriu para o espanto dos colegas e começou a ler um roteiro que ela mesma havia escrito. Enquanto isso, seu braço direito escorregou por baixo da mesa e sacou o revólver.
O gerente técnico do programa a viu puxar a arma e reagiu com presença de espírito, de modo que a tela escureceu pouco antes de a arma disparar; o estrondo, no entanto, foi alto e claro. Seus colegas primeiro pensaram em uma piada e com raiva correram até ela, o que mudou repentinamente conforme eles se aproximavam. O roteiro que Chubbuck havia escrito para seu programa naquele dia detalhava como ela seria levada ao hospital e como seria explicado que sua condição era crítica. Ela também se despediu de seus colegas e reafirmou sua decisão de cometer suicídio em público.

## Após o fato
Seu corpo foi cremado e as cinzas lançadas ao mar por sua mãe em um funeral ao som de Roberta Flack. 120 pessoas em luto, incluindo seus colegas, estiveram presentes. Seu programa não foi cancelado, o motivo alegado por seu superior foi que seu suicídio não teve nada a ver com a emissora, mas com o pânico no final do dia. As fotografias foram de fato retidas pelo dono da estação de rádio até sua morte, trancadas e então passadas para sua viúva. De acordo com suas próprias informações, este contratou a custódia de um grande escritório de advocacia e não tinha intenção de publicar.
Greg Chubbuck falou pela primeira vez publicamente sobre a morte de sua irmã em 2007.
Este incidente serviu de inspiração para Paddy Chayefsky para seu roteiro para o filme Network de 1976, que ganhou quatro Oscars. 

Em outro filme, dirigido por Antonio Campos e estrelado por Rebecca Hall no papel de Christine Chubbuck, o filme "Christine" foi gravado em 2016.